# Kévin Estre
Kévin Estre (Lione, 28 ottobre 1988) è un pilota automobilistico francese, vincitore nella classe GT Pro del Campionato del mondo endurance 2018-2019 e della 24 Ore di Le Mans 2018. Nel 2024 ha vinto nella classe assoluta del Campionato del mondo endurance.

## Carriera

### Gli Inizi
Nato a Lione, inizia nel 2001 la sua carriera nel karting gareggiando e vincendo il campionato cadetto francese. Tre anni dopo vince il Campionato Europeo ICA, nel 2006 lascia il kart per passare alle corse in monoposto, corre nella Formula Renault campus dove ottiene sei vittorie e dodici podi in tredici gare, laureandosi campione. L'anno seguente si unisce con il team Graff Racing per competere nella Formula Renault Eurocup.

### Porsche Carrera Cup
Nel 2008 Estre decide di passare alle auto sportive continuando con il team Graff Racing nella Porsche Carrera Cup francese. Il pilota di Lione si dimostra subito competitivo, ottiene quattro podi e una vittoria a Magny-Cours finendo quarto in classifica finale. L'anno seguente continua nella serie vincendo cinque gare e concludendo quarto in classifica piloti. Inoltre Estre ha gareggiato nel round del Paul Ricard della stagione 2009 nel Campionato Europeo FIA GT3.
Nel 2010 continua nella Porsche Carrera Cup Francese ottiene altre cinque vittorie e dodici podi, chiudendo secondo in classifica. L'anno seguente ottiene dieci vittorie e si laurea campione nella serie con 113 punti di vantaggio sul secondo. Nel 2012 Estre passa alla Porsche Supercup continuando con il team Attempto Racing. Il pilota francese vince una sola gara al Hungaroring ma grazie alla sua costanza di risultati arriva secondo in campionato dietro René Rast. Lo stesso anno vince anche la 24 Ore del Nürburgring e chiude quarto nella Porsche Carrera Cup tedesca. Nel 2013 partecipa sia alla Porsche Supercup e alla Porsche cup tedesca, in quest'ultima conquista vince nove gare e si laurea campione davanti a Christian Engelhart.

### McLaren GT (2014-2015)
Nel 2014 Estre diventa pilota ufficiale della McLaren GT, si unisce al team ART Grand Prix per competere nella Blancpain Endurance Series, guidando la MP4-12C GT3. Ottiene due vittorie nel ADAC GT e chiude terzo nella 12 ore del golfo. L'anno seguente passa al team Von Ryan Racingc guidando la McLaren 650S GT3 sempre nel Blancpain Endurance Series. Inoltre corre per la prima volta la 24 Ore di Le Mans, Estre insieme a Chris Cumming e Laurens Vanthoor gareggiano nella classe LMP2 per il team OAK Racing.

### Porsche GT (2015-2022)

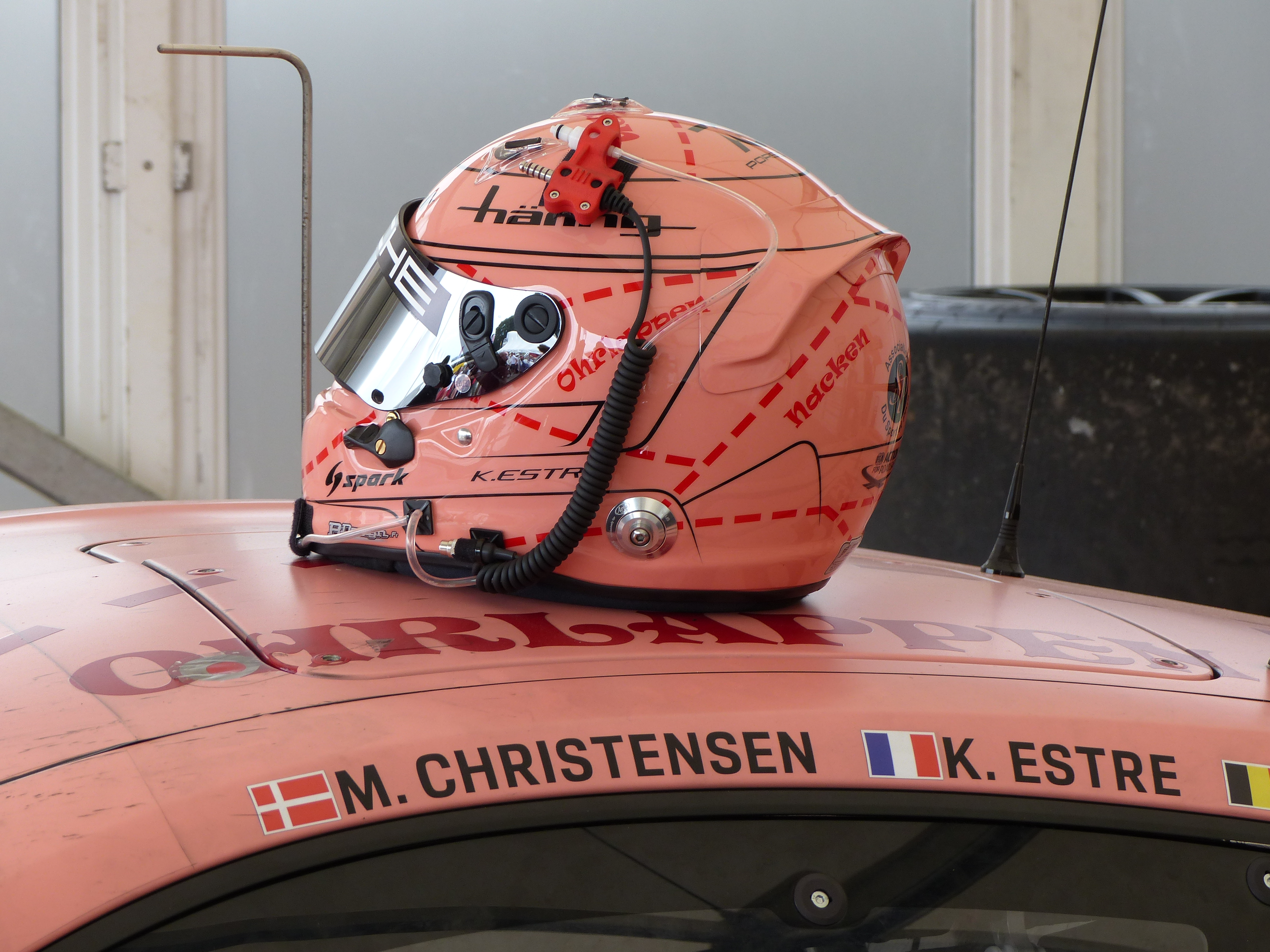
Il casco di Kévin Estre usato nella 24 Ore di Le Mans

Dal 2016 torna con la Porsche esordendo nel Campionato United SportsCar e nel Campionato del mondo endurance, in quest'ultimo chiude terzo nella 6 Ore di Spa-Francorchamps classe LMGTE Pro. Nel 2017 viene ingaggiato dal team ufficiale della Porsche per competere nel intero Campionato del mondo endurance nella classe GT PRO con la Porsche 911 RSR. In coppia con Michael Christensen conquista tre podi. L'anno seguente con Christensen e Laurens Vanthoor vince la 24 Ore di Le Mans 2018 nella classe LMGTE Pro. Nel resto della stagione conquista la vittoria anche nella 6 Ore del Fuji e insieme al pilota danese si laurea campione nella classe GT. Nella stagione 2019-2020 il duo ottiene sei podi tra cui la vittoria nella 6 Ore di Spa e nella 8 ore del Bahrein, chiude così terzo in classifica dietro ai piloti dell'Aston Martin. Lo stesso anno vince la 24 Ore di Spa in coppia con Michael Christensen e Richard Lietz.
Nel 2021 fa coppia con Neel Jani sempre con la Porsche 911 RSR. L'equipaggio ottiene tre vittorie, la 6 Ore di Spa, la 6 Ore di Monza e la 6 Ore del Bahrein per chiudere secondo in classifica dietro la Ferrari 488 GTE Evo guidata da James Calado e Alessandro Pier Guidi. Per la stagione 2022 Estre torna in coppia con Michael Christensen. Il duo conquista la vittoria nella 1000 miglia di Sebring, nel resto della stagione ottiene altri tre podi ed chiude secondo in classifica dietro la Ferrari di Alessandro Pier Guidi e James Calado.

### Porsche Hypercar (2022-)

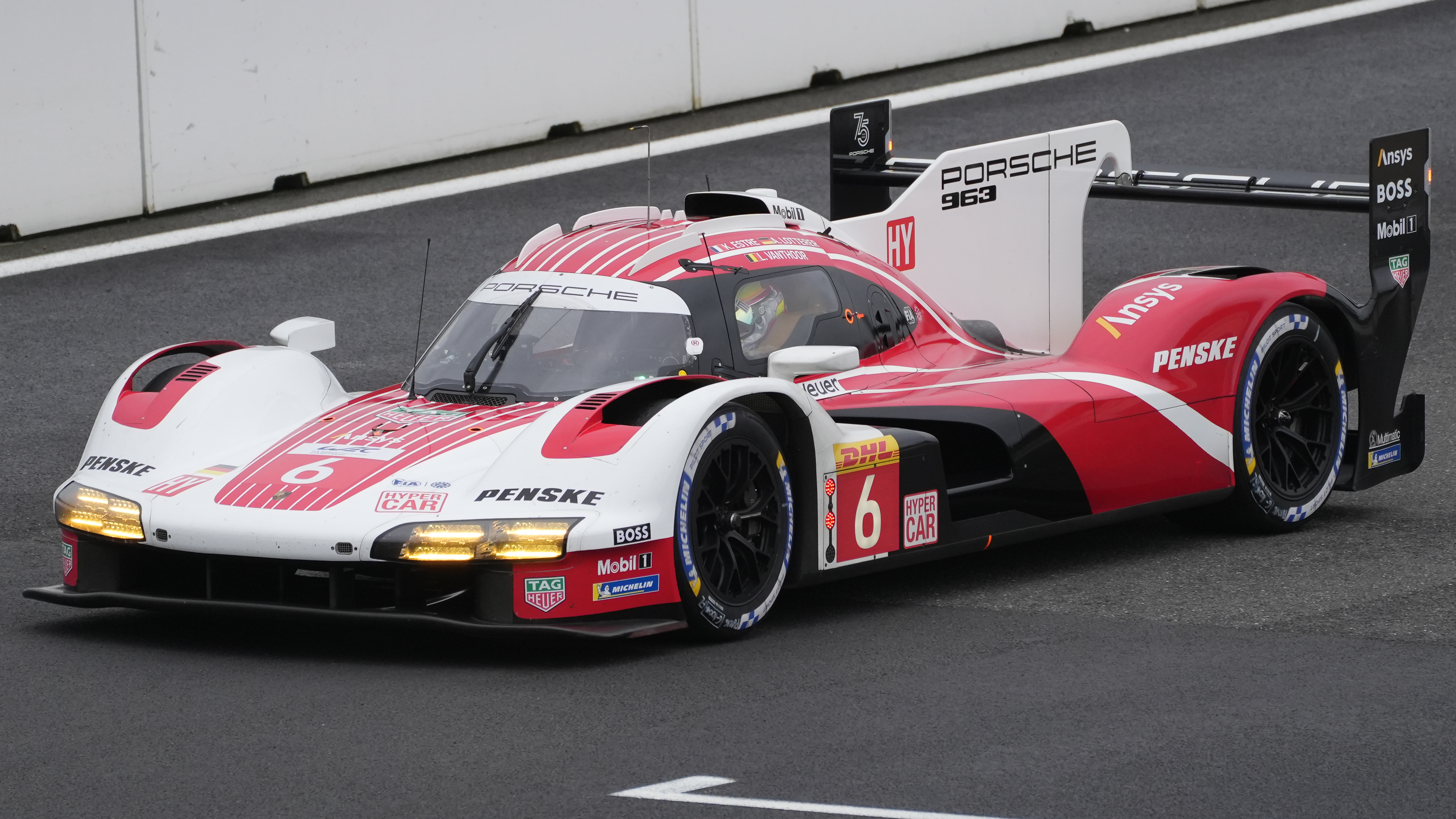
La Porsche 963 di Estre durante la 6 ore di Spa 2023

Nel 2022 partecipa a diversi test con il nuovo prototipo LMDh della Porsche. Il 24 giugno del 2022 viene presentata ufficialmente la nuova Porsche 963 e Estre viene annunciato come pilota ufficiale. Nel suo primo anno in Hypercar ad ottenere due podi, il primo nella 6 Ore di Portimão e il secondo nella 6 Ore del Fuji.
Per la stagione 2024 l'equipaggio viene confermato in toto e nella prima corsa stagionale, la 1812 km del Qatar riesce a vincere la corsa. In seguito ottiene tre secondi posti e la Pole position nella 24 Ore di Le Mans 2024. Il team ottiene la vittoria nella 6 Ore del Fuji 2024, a fine stagione Estre insieme ai suoi compagni Laurens Vanthoor e André Lotterer diventato campioni del mondo d'endurance.

## Risultati

### Risultati nella 24 Ore di Le Mans
| Anno | Team                      | Co-piloti                            | Auto               | Classe   | Giri | Pos. | Class Pos. |
| ---- | ------------------------- | ------------------------------------ | ------------------ | -------- | ---- | ---- | ---------- |
| 2015 | OAK Racing                | Chris Cumming Laurens Vanthoor       | Ligier JS P2-Honda | LMP2     | 329  | DNF  | DNF        |
| 2016 | Porsche GT Team           | Patrick Pilet Nick Tandy             | Porsche 911 RSR    | GTE Pro  | 135  | DNF  | DNF        |
| 2017 | Porsche GT Team           | Michael Christensen Dirk Werner      | Porsche 911 RSR    | GTE Pro  | 179  | DNF  | DNF        |
| 2018 | Porsche GT Team           | Michael Christensen Laurens Vanthoor | Porsche 911 RSR    | GTE Pro  | 344  | 15°  | 1°         |
| 2019 | Porsche GT Team           | Michael Christensen Laurens Vanthoor | Porsche 911 RSR    | GTE Pro  | 337  | 29°  | 9°         |
| 2020 | Porsche GT Team           | Michael Christensen Laurens Vanthoor | Porsche 911 RSR-19 | GTE Pro  | 331  | 35°  | 6°         |
| 2021 | Porsche GT Team           | Michael Christensen Neel Jani        | Porsche 911 RSR-19 | GTE Pro  | 344  | 22°  | 3°         |
| 2022 | Porsche GT Team           | Michael Christensen Laurens Vanthoor | Porsche 911 RSR-19 | GTE Pro  | 348  | 31°  | 4°         |
| 2023 | Porsche Penske Motorsport | Laurens Vanthoor André Lotterer      | Porsche 963        | Hypercar | 320  | 22°  | 11°        |
| 2024 | Porsche Penske Motorsport | Laurens Vanthoor André Lotterer      | Porsche 963        | Hypercar | 311  | 4°   | 4°         |
| 2025 | Porsche Penske Motorsport | Laurens Vanthoor Matt Campbell       | Porsche 963        | Hypercar | 387  | 2°   | 2°         |

### Risultati nel WEC
| Anno    | Squadra                   | Classe    | Vettura            | SIL | SPA | LMS | NÜR | COA | FUJ | SHA | BHR |     | Punti | Pos. |
| ------- | ------------------------- | --------- | ------------------ | --- | --- | --- | --- | --- | --- | --- | --- | --- | ----- | ---- |
| 2015    | Porsche Team Manthey      | LMGTE Pro | Porsche 911 RSR    |     | 3   |     |     |     |     |     |     |     | 15    | 16°  |
| Anno    | Squadra                   | Classe    | Vettura            | SIL | SPA | LMS | NÜR | MEX | COA | FUJ | SHA | BHR | Punti | Pos. |
| 2016    | Abu Dhabi-Proton Racing   | LMGTE Am  | Porsche 911 RSR    |     |     |     |     |     | 5   |     |     |     | 10    | 17°  |
| Anno    | Squadra                   | Classe    | Vettura            | SIL | SPA | LMS | NÜR | MEX | COA | FUJ | SHA | BHR | Punti | Pos. |
| 2017    | Porsche GT Team           | LMGTE Pro | Porsche 911 RSR    | Rit | 6   | Rit | 3   | 5   | 2   | 3   | Rit | Rit | 67    | 11°  |
| Anno    | Squadra                   | Classe    | Vettura            | SPA | LMS | SIL | FUJ | SHA | SEB | SPA | LMS |     | Punti | Pos. |
| 2018-19 | Porsche GT Team           | LMGTE Pro | Porsche 911 RSR    | 2   | 1   | 3   | 1   | 3   | 5   | 3   | 5   |     | 155   | 1°   |
| Anno    | Squadra                   | Classe    | Vettura            | SIL | FUJ | SHA | BHR | COA | SPA | LMS | BHR |     | Punti | Pos. |
| 2019-20 | Porsche GT Team           | LMGTE Pro | Porsche 911 RSR-19 | 2   | 2   | 2   | 7   | 2   | 1   | 11  | 1   |     | 148   | 3°   |
| Anno    | Squadra                   | Classe    | Vettura            | SPA | ALG | MON | LMS | BHR | BHR |     |     |     | Punti | Pos. |
| 2021    | Porsche GT Team           | LMGTE Pro | Porsche 911 RSR-19 | 1   | 3   | 1   | 2   | 1   | 2   |     |     |     | 166   | 2°   |
| Anno    | Squadra                   | Classe    | Vettura            | SEB | SPA | LMS | MON | FUJ | BHR |     |     |     | Punti | Pos. |
| 2022    | Porsche GT Team           | LMGTE Pro | Porsche 911 RSR-19 | 1   | 2   | 4   | 4   | 3   | 3   |     |     |     | 132   | 2°   |
| Anno    | Squadra                   | Classe    | Vettura            | SEB | ALG | SPA | LMS | MON | FUJ | BHR |     |     | Punti | Pos. |
| 2023    | Porsche Penske Motorsport | Hypercar  | Porsche 963        | 5   | 3   | Rit | 8   | 7   | 3   | 5   |     |     | 71    | 6°   |
| Anno    | Squadra                   | Classe    | Vettura            | QAT | IMO | SPA | LMS | SÃO | COA | FUJ | BHR |     | Punti | Pos. |
| 2024    | Porsche Penske Motorsport | Hypercar  | Porsche 963        | 1   | 2   | 2   | 4   | 2   | 6   | 1   | 10  |     | 152   | 1°   |
| Anno    | Squadra                   | Classe    | Vettura            | QAT | IMO | SPA | LMS | SÃO | COA | FUJ | BHR |     | Punti | Pos. |
| 2025    | Porsche Penske Motorsport | Hypercar  | Porsche 963        | 11  | 8   | 9   | 2   | 4   |     |     |     |     | 54*   |      |
| Legenda |                           |           |                    |     |     |     |     |     |     |     |     |     |       |      |

* Stagione in corso.

### Risultati IMSA
| Anno | Team                   | Classe | Vettura                | 1       | 2      | 3     | 4      | 5   | 6     | 7   | 8      | 9      | 10    | 11     | Punti | Pos. |
| ---- | ---------------------- | ------ | ---------------------- | ------- | ------ | ----- | ------ | --- | ----- | --- | ------ | ------ | ----- | ------ | ----- | ---- |
| 2014 | Park Place Motorsports | GTD    | Porsche 911 GT America | DAY 13  | SEB 17 | LGA 9 | DET 18 | WGL | MOS 2 | IMS | ELK 10 | VIR 17 | COA   | PET 13 | 83    | 30°  |
| 2015 | Park Place Motorsports | GTD    | Porsche 911 GT America | DAY 16† | SEB    | LGA   | DET    | WGL | LIM   | ELK | VIR    | COA    | PET   |        | 1     | 56°  |
| 2016 | Porsche North America  | GTLM   | Porsche 911 RSR        | DAY 8   | SEB 10 | LBH   | LGA    | WGL | MOS   | LIM | ELK    | VIR    | COA   | PET    | 46    | 23°  |
| 2017 | Porsche GT Team        | GTLM   | Porsche 911 RSR        | DAY 6   | SEB 8  | LBH 3 | COA    | WGL | MOS   | LIM | ELK    | VIR    | LGA   | PET    | 78    | 14°  |
| 2021 | WeatherTech Racing     | GTLM   | Porsche 911 RSR-19     | DAY 6   | SEB    | DET   | WGL    | WGL | LIM   | ELK | LGA    | LBH    | VIR 3 | PET 2  | 958   | 9°   |

### Risultati 24 Ore del Nürburgring
| Anno | Team            | Co-Piloti                                                | Auto                | Classe   | Giri | Pos. | Classe Pos. |
| ---- | --------------- | -------------------------------------------------------- | ------------------- | -------- | ---- | ---- | ----------- |
| 2014 | Dörr Motorsport | Peter Kox Tim Mullen Sascha Bert                         | McLaren MP4-12C GT3 | SP9 GT3  | 48   | Rit  | Rit         |
| 2016 | Manthey Racing  | Nick Tandy Earl Bamber Patrick Pilet                     | Porsche 911 GT3 R   | SP9      | 1    | Rit  | Rit         |
| 2018 | Manthey Racing  | Earl Bamber Romain Dumas Laurens Vanthoor                | Porsche 911 GT3 R   | SP9      | 66   | Rit  | Rit         |
| 2019 | Manthey Racing  | Earl Bamber Michael Christensen Laurens Vanthoor         | Porsche 911 GT3 R   | SP9      | 156  | 2°   | 2°          |
| 2021 | Manthey Racing  | Matteo Cairoli Michael Christensen                       | Porsche 911 GT3 R   | SP9      | 157  | 1°   | 1°          |
| 2022 | Manthey Racing  | Frédéric Makowiecki Michael Christensen Laurens Vanthoor | Porsche 911 GT3 R   | SP 9 Pro | 22   | Rit  | Rit         |
| 2025 | Manthey EMA     | Patrick Pilet Ayhancan Güven Thomas Preining             | Porsche 911 GT3 R   | SP 9 Pro | 141  | 2°   | 2°          |